# 幕末メイドルナイト
『幕末メイドルナイト（ばくまつメイドルナイト・幕末メイドル騎士）』は、2014年5月19日導入の株式会社JIN開発・販売のオリジナルパチスロ（5号機）。AT＋擬似ボーナスを搭載している。保安通信協会における型式名は「メイドルナイト」。

## 概要
JINとしては『夜勤病棟壱』以来、2機種目となるパチスロ。PCゲームを原作とした夜勤病棟壱とは違い、幕末メイドルナイトには原作がなく、シリーズものでもない。液晶搭載機としては昨今珍しいパチスロオリジナルコンテンツである。（2014年現在）
今作はメイドを主人公にしており、前作の特色でもある美少女（萌え）・エロ（AT武将バトルの亀甲縛りを連想させる描写等）を踏襲しているが、幕末のメイドカフェが物語の舞台になっているなど一風変わった世界観となっている。

## システム
純増2.9枚/GのAT機。AT当選契機はG数解除と懲罰チャレンジ（自力解除ゾーン）や、フリーズでの解除となっている。前兆ステージ・江戸前モード移行後はAT当選のチャンス。
初当りでは必ず1セット30GのAT・海援タイム（「海援隊」＋「タイム」の造語）に突入する。AT中のみ擬似ボーナス・BIG BONUS（BB・30～300G継続）の抽選を行う。
海援タイムの最後に突入する継続演出・艦隊バトルで敵艦隊を撃破するとセット継続。
海援タイム中はチェリー4連続当選から突入する0G連、メイドルチャレンジ（＋20～300G上乗せ）や、上乗せ特化ゾーン・討幕バトルでG数上乗せのチャンスがある。
また、超討幕バトルに突入すれば赤7図柄揃い毎にBIG BONUSをストックする。BIG BONUS複数ストック時はストックが尽きるまで1G連が発生する。

## ストーリー
現代（平成）の日本から徳河時代（とくがわじだい）後期（幕末）にタイムスリップした坂本龍馬の子孫、坂本龍華（さかもとりょうか）、
その親友で、同じく高杉晋作の子孫、高杉知晋（たかすぎちあき）、そして江戸の下町にある日本初のメイド茶屋寺田屋の女将お登勢（おとせ）の三人がメイド界のアイドル、メイドルナイト（「メイド」＋「アイドル」の造語）となって徳河幕府打倒を目指す。
坂本龍華とお登勢の二人は海援丸（かいえんまる）に乗り、江戸湾（現在の東京湾）に浮かぶ幕府の拠点、徳河城へ向かうが徳河将軍率いる御三家、徳河寄道（とくがわよりみち）、徳河宗喝（とくがわむねかつ）、水戸光朋（みとみつほ）たち敵武将が行く手を阻む。

## 登場人物
●坂本 龍華（さかもと りょうか）
声 - 南波ゆき
坂本龍馬の子孫で平成生まれの主人公。剣術の達人で髪は茶色。タイムスリップする前は東京に暮らしていたが、出身が高知県のためか独特な方言を語尾に用いている。
薩摩犬ツンに導かれ、高杉知晋と共に徳河時代にタイムスリップする。そこには龍華と同じ道場で剣術を習っていたかつてのライバル、水戸光朋が水戸藩藩主として悪政を敷いているのを知る。龍華は寺田屋のメイドとなって町娘を装い、お登勢、知晋の三人と打倒幕府のチャンスをうかがう。
メイドルナイト変身後はナイフ形の武器で戦う。ラブボンバー（おっぱいアタック）、セクシープラネット（ヒップアタック）、リビドークロス（X斬り）、メイドルブラスト（エネルギー波）、メイドルビッグバン（超絶エネルギー波全放射）、シングルチェストなどの必殺技を使う。
徳河将軍に対しては他の二人と協力して繰り出す必殺技、ダブルビガー、ツインデザイア、メイドルブレイク、メイドルレジェンド、メイドルカウンターなどの合体攻撃が使用可能。
寺田屋での本指名獲得順位は主人公ながら常に3位（ビリ）。
●お登勢（おとせ）
声 - のぐちゆり
幕末生まれで龍華の妹分。金髪のツインテール。財閥・寺田屋グループ代表にして、日本初のメイド茶屋の寺田屋の女将。寺田屋の本店はもともと京都にあったが、寺田屋のチェーン展開の一環で江戸の下町に本店を移転し、お登勢も江戸の本店で生活している。現代からツンに連れられてやってきた龍華と知晋を寺田屋にかくまい、寺田屋に増設した火の見やぐらから双眼鏡で徳河幕府の動きを見張り、討幕のチャンスをうかがう。
龍華たちと一緒に幕末に伝来したスマートフォンを始めとした平成の唐繰技術（からくりぎじゅつ）に興味を持ち、お登勢自ら高性能メカを製造するようになった。そして原子力高速帆船、海援丸の造船もお登勢が手がけ、完成させた。薩摩犬ツンを寺田屋店内で放し飼いにしている。
メイドルナイト変身後は先割れスプーン状の武器で戦う。海援丸の推進力を上げる時はこれを櫂として使うことも出来る。
龍華たちとの合体技であるダブルビガー、メイドルブレイク、メイドルレジェンド、メイドルカウンターが使用出来る。
寺田屋での本指名獲得順位は女将の意地を感じる2位をキープ。
●高杉 知晋（たかすぎ ちあき）
声 - 中溝歩美
高杉晋作の子孫で平成生まれの龍華の親友。緑色のロングヘアー。龍華と同じくお登勢の経営する寺田屋で住み込みメイドとして暮らしている。お客のデートの誘いを色んな言い訳をして体よく断っており、たまに気まぐれにプライベートを共にすることがあるものの、決して客とメイドの垣根を越えることはない。寺田屋を現代で言うところの風俗店と勘違いしている客が多いので、その都度お触りする客を注意している。また、その一方で強引な客引きで男性客を片っ端から誘い込むプロ意識の高さも併せ持つ。
メイドルナイト変身後はフォーク型の矛で戦う。そして矛を使用した必殺メイドルシュートは一瞬で敵艦隊をなぎ払う威力がある。
龍華たちとの合体技としてはツインデザイア、メイドルブレイク、メイドルレジェンド、メイドルカウンターが使用可能。
寺田屋での本指名獲得順位は常にNo.1の看板娘。
●薩摩犬 ツン（さつまけん ツン）
声 - 中西京乃（ナレーションも兼任）
翼が生えた幕末生まれのメス犬。現代から幕末にやってきた水戸光朋の悪行を龍華に伝えるため、時空を越えて現代にやってきた不思議な犬。主人公たち三人がピンチになったとき現れる。三人の中でも特にお登勢になついており、飼われながらも忠誠を誓う。
●桂 小椰（かつら さや）
声 - 中西京乃
寺田屋に出入りしている瓦版屋の娘。病弱で好色家の祖父を持つ。
●水戸 光朋（みと みつほ）
声 - 中溝歩美
徳河幕府御三家の一角、水戸藩藩主。幕末にタイムスリップした現代人。龍華と同じく現代で剣術を習っていたが道場を破門になってからは剣の道を断った。幕末にタイムスリップした後は水戸藩を征服し、徳河幕府No.2の地位まで上り詰めた。自分の欲望のまま、悪政の限りを尽くしている。
鉄扇を武器に戦う。
●徳河 宗喝（とくがわ むねかつ）
声 - のぐちゆり
徳河幕府御三家の一角、尾張藩藩主。幕末生まれだが、現代人の光朋を尊敬している。
持ち前のパワーと喧嘩槌で戦う。
●徳河 寄道（とくがわ よりみち）
声 - 南波ゆき
徳河幕府御三家の一角、紀州藩藩主。幕末生まれ。
切れのある技と殺人独楽で戦う。
●徳河 家紋（とくがわ かもん）
声 - 久松正博（ナレーションも兼任）
徳河家の家紋（般若）の形をした物の怪（もののけ）。懲罰チャレンジに登場する。徳河幕府に反旗を翻す人間の前に立ちふさがり、そして敵わないと見るとすぐに逃げていく。徳河家紋百人衆として冥界と現世の狭間に複数体存在する。
●徳河 将軍（とくがわ しょうぐん）
声 - 堀総士郎
悪政を敷く徳河幕府を統べる征夷大将軍。討幕バトル・超討幕バトルに登場する。江戸湾上に聳え立つ鬼の城に棲んでいる。もともとは人間だったと思われるが、今や巨大な怪物と化し、人間たちを恐怖で支配している。
ロケット頭突きと巨大な鉄製のしゃく攻撃を繰り出す。

## 主題歌
「Love Paradox」（海援タイム挿入曲）
歌 - 南波ゆき
作詞 - GASHISORE
作曲 - 花岡拓也
「メイドル御触書」（BIG BONUS挿入曲）
歌 - 南波ゆき ／ のぐちゆり ／ 中溝歩美
作詞 - GASHISORE
作曲 - 鶴山尚史

## 機械割
| 設定 | AT出現率 | 機械割  |
| ---- | -------- | ------- |
| 1    | 1/347.7  | 97.4％  |
| 2    | 1/335.5  | 98.5％  |
| 3    | 1/311.9  | 101.4％ |
| 4    | 1/282.4  | 106.5％ |
| 5    | 1/253.7  | 111.3％ |
| 6    | 1/218.8  | 116.8％ |

## 参考
- パチンコビレッジ - メイドルナイト紹介ページ
- PACHINKO VISTA - メイドルナイトのストーリー＆登場キャラクター紹介ページ